# Lugosi Viktória
Lugosi Viktória (Budapest, 1962. március 3.– író

## Élete
A budapesti Táncsics Mihály Gimnáziumban érettségizett, az ELTE Állam- és Jogtudományi Karán szerzett jogi diplomát 1985-ben. Ezzel egy időben szerkesztő-riporteri szakon végzett a Magyar Rádió Oktatási Stúdiójában. Férje Müller László, gyermekei Müller Dániel és Müller Tamás.

## Újságírói tevékenysége
1985-től 1988-ig szerkesztő-riporter volt a Magyar Rádióban. 1988-tól 1997-ig szerkesztő-riporterként, szerkesztőként és műsorvezetőként dolgozott a Magyar Televízió Híradójában, magazinműsoraiban, dokumentumfilmeket szerkesztett és saját talk show-ja volt. 1997-ben, a kereskedelmi televíziók indulásakor a TV3-at választotta, ahol a híradónál dolgozott. Időközben rendszeresen publikált a sajtóban. 2005-től négy éven át Stíl címmel rovata volt a Figyelőben, ahol Parti Nagy Lajossal és Görgey Gáborral felváltva írta a tárcákat. 2002-ben kipróbálta a sajtó másik oldalát is, amikor kommunikációs igazgató lett a Nemzeti Kulturális Örökség Minisztériumában. Nevéhez fűződik a az akkori legnagyobb kulturális portál, a kultura.hu kitalálása, létrehozása és felelős szerkesztése, továbbá a Múzeumok éjszakájának magyarországi létrehozása és bevezetése. 2006-és 2008 között a Kogart Baráti Kör Művészeti vezetője, 2009-től 2010-ig a Szerencsejáték Zrt. kommunikációs igazgatója. 2009-től a mai napig Kaviart néven saját, különleges kulturális programokat szervező cégét vezeti.

## Munkássága
2000-ben a Könyvhétre jelent meg az első regénye, az Ajvé, amely idáig öt kiadást élt meg.
Hümmögő c. gyerekregénye 2003-ban az Év gyerekkönyve IBBY-díjat kapta.

## Művei
- Ajvé (regény, Norán 2000, Ulpius ház 2009, Park 2018)
- Hümmögő (gyerekregény, Norán 2003)
- Dafke (regény, Ulpiusház 2009)
- Vándorhomár (Park 2018)
- Akit itt felejtettek (regény, Kalligram 2023)

## CD, hangoskönyv
- Ajvé 2009

## Antológia
- Kövek meséi - Irodalmi séták a pesti zsidónegyedben - Stories in the stones, Magyar Zsidó Kulturális Egyesület, Budapest, 2008
- Elfelejtett lények boltja, Cerkabella Könyvek Kft., Budapest, 2011
- Tejbegríz, Lovász Andrea (szerk.), Móra kiadó, Budapest, 2013
- Macskamuzsika - Hetvenhét magyar esti mese, Lovász Andrea (szerk.), Cerkabella Könyvek Kft., Budapest, 2018

## Díjai
- Nívódíj – Magyar Televízió
- Év Gyermekkönyve díj